# البی آرمین
البی آرمین (انگلیسی: Albie Armin؛ زادهٔ ۱۲ آوریل ۲۰۰۴) بازیکن فوتبال است. او در باشگاه 	باشگاه فوتبال ایپسویچ تاون بازی کرده است.